# Estação Saint-Guidon

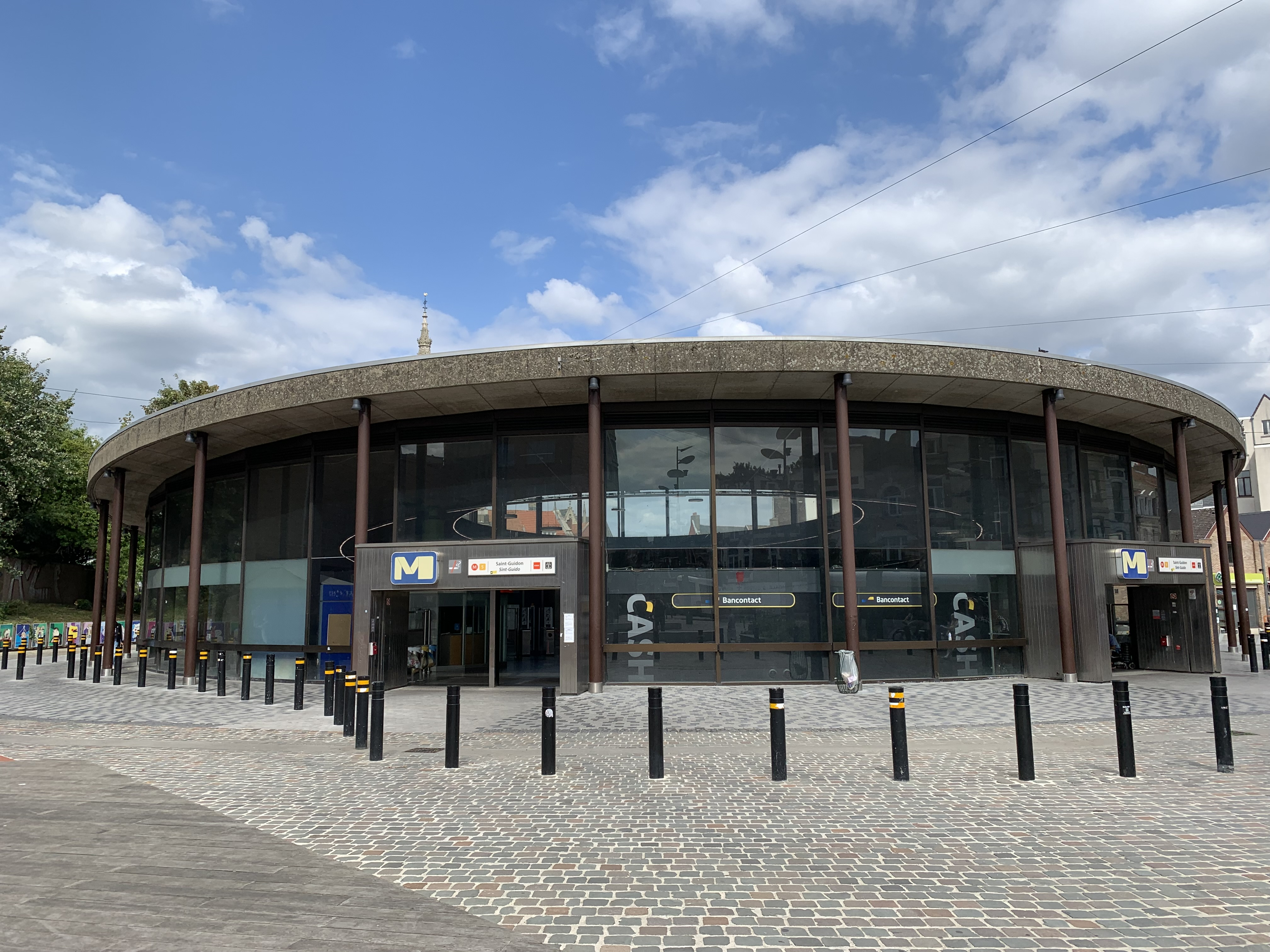
Entrada da Estação Saint-Guidon

Saint-Guidon (fr) ou Sint-Guido (nl) é uma estação da linha 5 (antiga 1B) do Metro de Bruxelas.